# سد قوسی ایزد خواست
سد قوسی ایزد خواست مربوط به دوره ساسانیان است و در ۷ کیلومتری جنوب ایزدخواست در تنگه‌ای موسوم به «گلوگاه» که کم عرض‌ترین برش رودخانه ایزدخواست است واقع شده و این اثر در تاریخ ۱۱ شهریور ۱۳۸۲ با شمارهٔ ثبت ۹۸۰۳ به‌عنوان یکی از آثار ملی ایران به ثبت رسیده‌است.
این سد قدیمی به نام سد سربند نیز معروف است. این سد از نوع کمانی است که بخش میانی آن شکسته شده و از این رو امروزه تنها دو قسمت از آن در کرانه راست و چپ رودخانه باقی مانده‌است.
طول این سد ۴۲ متر، ارتفاع متوسط آن ۱۵ متر و از جنس سنگ آهکی به صورت سنگ لاشه تراشیده به صورت چهار گوش و مستطیل شکل و ملات گچ و ساروج در هسته است. نمای سد از سنگ تراشیده با ساروج پوشش یافته‌است. (ساروج مخلوطی است از آهک و خاکستر یا ریگ که در آب به مرور جذب انیدریدکربنیک کرده و آهکش به صورت سنگ آهک که محکم و پایدار است در می‌آید و از آن در جهت ساختن بنا استفاده می‌کنند).
از ویژگی‌های عمده این سد، حالت قوسی شکل آن است که نشان دهنده دانش بالای مهندسان معمار سد و شناخت آن‌ها از مقاومت زیاد سازه‌های قوسی است. قسمت میانی سد که دریچه، پلکان مارپیچ و محل سرریز در آن قرار داشته، به کلی از میان رفته و قسمت بالای دیوارهای باقی‌مانده نیز فرو ریخته‌است. شیوه ساختمان دیواره سد و پوشش مورد بحث آن، به گونه‌ای چشمگیر شبیه کارهای دوره ساسانی است. این سد ظاهراً برای مهار و ذخیره سیلاب‌های رودخانه‌های فصلی برپا شده‌است.